# Kurattissery
Kurattissery es una ciudad censal situada en el distrito de Alappuzha en el estado de Kerala (India). Su población es de 11849 habitantes (2011).

## Demografía
Según el censo de 2011 la población de Kurattissery era de 11849 habitantes, de los cuales 5562 eran hombres y 6287 eran mujeres. Kurattissery tiene una tasa media de alfabetización del 96,67%, superior a la media estatal del 94%: la alfabetización masculina es del 98,23%, y la alfabetización femenina del 95,32%.